# Bernard z Botony
Bernard z Botony, zwany Parmeńskim (ur. w Parmie, zm. 24 marca 1266 w Bolonii) – duchowny, kanonista-dekretalista.
Studiował na uniwersytecie bolońskim i był uczniem Tankreda. Tutaj też od 1232 był wykładowcą prawa kanonicznego. Ponadto był kanonikiem bolońskiej kapituły katedralnej. Następnie został kapelanem papieskim. Jego uczniem był Duranda z Mende.

## Dzieła
- Apparatus ad „Decretales Gregorii IX”
- Casus longi super quinque libros decretalium
- Summa super titulis decretalium